# Sefhare
Sefhare è un villaggio del Botswana situato nel distretto Centrale, sottodistretto di Mahalapye. Il villaggio, secondo il censimento del 2011, conta 4.602 abitanti.

## Località
Nel territorio del villaggio sono presenti le seguenti 19 località:
- Booke di 2 abitanti,
- Borotsi di 7 abitanti,
- Dikamakama di 5 abitanti,
- Ditshoswane di 136 abitanti,
- Lelotong,
- Lenganeng di 1 abitante,
- Letloreng di 411 abitanti,
- Letsiara Farm,
- Lwale di 13 abitanti,
- Mafoloso di 6 abitanti,
- Makobeng di 22 abitanti,
- Marotse di 16 abitanti,
- Mokoloboto di 43 abitanti,
- Morobisi,
- Motlhaba,
- Murukutshwane di 12 abitanti,
- Newclear di 3 abitanti,
- Rabalang di 6 abitanti,
- Tswerelamakabi di 10 abitanti